# Turn- und Sportverein Herrsching
Il Turn- und Sportverein Herrsching è una società pallavolistica maschile tedesca con sede a Herrsching am Ammersee: milita nel campionato di 1. Bundesliga.

## Storia
Fondato nel 1947, il Turn- und Sportverein Herrsching milita nelle categoria minori del campionato tedesco fino alla stagione 2013-14 quando debutta in 2. Bundesliga.
A seguito della rinuncia di alcune squadre, nella stagione 2014-15 viene ripescato in 1. Bundesliga. A partire dal campionato 2018-19 la prima squadra del club è operata dalla società GCDW home of volleyball GmbH, passando a utilizzare la denominazione sponsorizzata WWK Volleys Herrsching e adottando verde e bianco, che simboleggiano rispettivamente la speranza e la correttezza nel gioco, come nuovi colori sociali.

## Rosa 2019-2020
| N° | Nome                | Ruolo | Data di nascita   | Nazionalità sportiva |
| -- | ------------------- | ----- | ----------------- | -------------------- |
| 1  | Đorđe Ilić          | C     | 23 settembre 1994 | Serbia               |
| 2  | Tom Strohbach       | S     | 27 maggio 1992    | Germania             |
| 4  | Tim Peter           | S     | 8 settembre 1994  | Germania             |
| 6  | Johannes Tille      | P     | 7 maggio 1997     | Germania             |
| 7  | Ferdinand Tille     | L     | 8 dicembre 1988   | Germania             |
| 8  | Jonas Kaminski      | O     | 8 maggio 1996     | Germania             |
| 9  | Mart van Werkhoven  | C     | 11 dicembre 1991  | Paesi Bassi          |
| 10 | Norbert Engemann    | C     | 17 settembre 1997 | Germania             |
| 11 | Artem Sushko        | S     | 24 dicembre 1993  | Russia               |
| 13 | Jori Mantha         | S     | 27 novembre 1992  | Canada               |
| 14 | Jalen Penrose       | O     | 9 dicembre 1994   | Stati Uniti          |
| 17 | Samuel Sadorf       | S     | 29 novembre 2000  | Germania             |
| 18 | Benedikt Sagstetter | P     | 30 dicembre 2000  | Germania             |